# 정진기언론문화재단
정진기언론문화재단은 정의사회 구현과 한국경제의 성장 발전에 유익하게 기능하는 언론출판 등 문화 사업을 지원하기 위하여 1981년 9월 25일 설립된 문화체육관광부 소관의 재단법인이다. 사무실은 서울특별시 중구 필동1가 30에 있다.

## 주요 사업
- 정진기언론문화상 주관
- 방송영상 및 교육․학술․문화사업 지원
- 학술연구를 위한 도서출판